# Jutta Rosenow
Jutta Rosenow (* 6. August 1957; † 8. Februar 1986, geborene Jutta Vogel) war eine deutsche Badmintonspielerin.

## Karriere
Jutta Vogel gewann ihre erste Medaille bei den deutschen Einzelmeisterschaften 1975 im Dameneinzel. 1976 siegte sie erstmals international bei den Austrian International im Doppel mit Elke Weber. 1978 wurden beide deutsche Vizemeister im Damendoppel. 1979 gewann Rosenow noch einmal Silber im Dameneinzel bei den deutschen Meisterschaften.

## Sportliche Erfolge
| Saison    | Veranstaltung                    | Disziplin   | Platz | Name                                                                           |
| --------- | -------------------------------- | ----------- | ----- | ------------------------------------------------------------------------------ |
| 1971/1972 | Deutsche Einzelmeisterschaft U18 | Damendoppel | 2     | Erika Ruth / Jutta Vogel (TB Langendiebach / GW Wiesbaden)                     |
| 1972/1973 | Deutsche Einzelmeisterschaft U18 | Damendoppel | 1     | Jutta Vogel / Corinna Riedel (PSV Grün Weiß Wiesbaden)                         |
| 1973/1974 | Deutsche Einzelmeisterschaft U18 | Dameneinzel | 1     | Jutta Vogel (PSV Grün Weiß Wiesbaden)                                          |
| 1973/1974 | Deutsche Einzelmeisterschaft U18 | Mixed       | 1     | Olaf Rosenow / Jutta Vogel (PSV Grün Weiß Wiesbaden / PSV Grün Weiß Wiesbaden) |
| 1974/1975 | Deutsche Einzelmeisterschaft U18 | Mixed       | 2     | Olaf Rosenow / Jutta Vogel (PSV GW Wiesbaden)                                  |
| 1974/1975 | Deutsche Einzelmeisterschaft     | Dameneinzel | 3     | Jutta Vogel (GW Wiesbaden)                                                     |
| 1974/1975 | Deutsche Einzelmeisterschaft U18 | Dameneinzel | 2     | Jutta Vogel (PSV GW Wiesbaden)                                                 |
| 1974/1975 | Deutsche Einzelmeisterschaft U22 | Damendoppel | 2     | Jutta Vogel / Erica Fischbach (PSV GW Wiesbaden)                               |
| 1974/1975 | Deutsche Einzelmeisterschaft U22 | Dameneinzel | 2     | Jutta Vogel (PSV GW Wiesbaden)                                                 |
| 1974/1975 | Deutsche Einzelmeisterschaft U18 | Damendoppel | 2     | Jutta Vogel / Gabi Knapp (PSV GW Wiesbaden / TuS Wiebelskirchen)               |
| 1975/1976 | Deutsche Einzelmeisterschaft U22 | Mixed       | 2     | Olaf Rosenow / Jutta Vogel (GW Wiesbaden)                                      |
| 1976      | Austrian International           | Damendoppel | 1     | Jutta Vogel / Elke Weber                                                       |
| 1976/1977 | Deutsche Einzelmeisterschaft U22 | Dameneinzel | 1     | Jutta Vogel (PSV Grün Weiß Wiesbaden)                                          |
| 1976/1977 | Deutsche Einzelmeisterschaft U22 | Damendoppel | 1     | Elke Weber / Jutta Vogel (VfL Wolfsburg / PSV Grün Weiß Wiesbaden)             |
| 1976/1977 | Deutsche Einzelmeisterschaft U22 | Mixed       | 1     | Olaf Rosenow / Jutta Vogel (PSV Grün Weiß Wiesbaden)                           |
| 1977/1978 | Deutsche Einzelmeisterschaft U22 | Damendoppel | 1     | Elke Weber / Jutta Vogel (VfL Wolfsburg / TV Mainz-Zahlbach)                   |
| 1977/1978 | Deutsche Einzelmeisterschaft     | Damendoppel | 2     | Jutta Vogel (Grün-Weiß Wiesbaden) / Elke Weber (VfL Wolfsburg)                 |
| 1977/1978 | Deutsche Einzelmeisterschaft U22 | Dameneinzel | 2     | Jutta Vogel (GW Wiesbaden)                                                     |
| 1978/1979 | Deutsche Einzelmeisterschaft U22 | Mixed       | 1     | Olaf Rosenow / Jutta Vogel (TV Mainz-Zahlbach)                                 |
| 1978/1979 | Deutsche Einzelmeisterschaft U22 | Damendoppel | 2     | Jutta Vogel (TV Mainz-Zahlbach) / Marlies Rixen (STC Blau-Weiß Solingen)       |
| 1978/1979 | Deutsche Einzelmeisterschaft U22 | Dameneinzel | 2     | Jutta Vogel (TV Mainz-Zahlbach)                                                |
| 1978/1979 | Deutsche Einzelmeisterschaft     | Dameneinzel | 2     | Jutta Rosenow (TV Mainz-Zahlbach)                                              |